# Зилт (општина)
Зилт (њем. Sylt) општина је у њемачкој савезној држави Шлезвиг-Холштајн. Једно је од 132 општинска средишта округа Нордфризланд. Према процјени из 2010. у општини је живјело 15.325 становника. Посједује регионалну шифру (AGS) 1054168.

## Географски и демографски подаци
Зилт се налази у савезној држави Шлезвиг-Холштајн у округу Нордфризланд. Општина се налази на надморској висини од 5 метара. Површина општине износи 57,3 km². У самом мјесту је, према процјени из 2010. године, живјело 15.325 становника. Просјечна густина становништва износи 267 становника/km².

## Међународна сарадња
| Мјесто | Држава    | Врста сарадње | Од    |
| ------ | --------- | ------------- | ----- |
|        | Француска | контакт       | 1987. |
| Извор  |           |               |       |